# 丹妮尔·乔治
丹妮尔·乔治，CBE（英語：Danielle Amanda George，娘家姓：Kettle，1976年1月—）是一位英国無線電工程专家，曼彻斯特大学教授，2018年获伦敦皇家学会迈克尔·法拉第奖，2020年10月当选國際工程技術學會第139任会长。